# Blanca van Anjou (1280-1310)
Blanca van Anjou ook bekend als Blanca van Napels (Napels, 1280 - Barcelona, 14 oktober 1310) was prinses van Napels en van 1295 tot aan haar dood koningin-gemalin van Aragón door haar huwelijk met Jacobus II van Aragón de Rechtvaardige. Ze behoorde tot het huis Anjou-Sicilië.

## Levensloop
Blanca was de dochter van koning Karel II van Napels en diens echtgenote Maria van Hongarije, dochter van koning Stefanus V van Hongarije. Oorspronkelijk werd ze in 1290 uitgehuwelijkt aan markgraaf Johan I van Monferrato. Haar vader had Johan namelijk geholpen Monferrato te verdedigen in de hoop om hem tot zijn vazal te maken. De verloving werd echter verbroken en Johan stierf kinderloos in 1305.
De nieuw paus Bonifatius VIII, in 1294 verkozen in Napels onder het toeziend oog van koning Karel II van Napels, bemiddelde in het conflict tussen Karel van het huis Anjou en koning Jacobus II van Aragón, wat leidde tot het verdrag van Agnani (1295). Als garantie van dit verdrag bood koning Karel zijn 11-jarige dochter Blanca aan als onderpand. Jacobus accepteerde het voorstel en kreeg van de paus de investituur over Sardinië en Corsica, maar was verplicht om Karel II de vrije hand te geven in Sicilië en zelfs om hem te helpen als de Sicilianen in opstand zouden komen. 
Op 29 oktober of 1 november 1295 vond het huwelijk tussen Jacobus II en Blanca plaats in Vilabertran nadat hij was gescheiden van zijn eerste echtgenote Isabella van Castilië. Ze kregen tien kinderen:
- Jacobus (1296-1334), zegde in 1319 zijn rechten op Aragón op en werd monnik.
- Alfons IV (1299-1336), koning van Aragón.
- Maria (1299-1347), huwde met infant Peter van Castilië, heer van Cameros, en werd daarna zuster.
- Constance (1300-1327), huwde met vorst Juan Manuel van Villena.
- Isabella (1302-1330), huwde in 1315 met hertog Frederik de Schone van Oostenrijk.
- Jan (1304-1334), aartsbisschop van Toledo en Tarragona en patriarch van Alexandrië.
- Peter (1305-1381), graaf van Ribagorza.
- Blanca (1307-1348), priores van Sixena.
- Raymond Berengarius (1308-1366), graaf van Empúries en baron van Ejerica en werd daarna priester.
- Violante (1310-1353), huwde eerst met despoot Filips van Roemenië, zoon van vorst Filips I van Tarente , en daarna met Lope de Luna, heer van Segorbe.

In 1310 werd Blanca regentes van Aragón tijdens de afwezigheid van haar echtgenoot. Tijdens dit regentschap stierf Blanca in oktober 1310, waarschijnlijk ten gevolge van complicaties bij de bevalling van haar jongste dochter Violante. Ze werd begraven in de Abdij Santes Creus in Aiguamúrcia.